# Dmitri Likhatchov
Pour les articles homonymes, voir Likhatchiov.

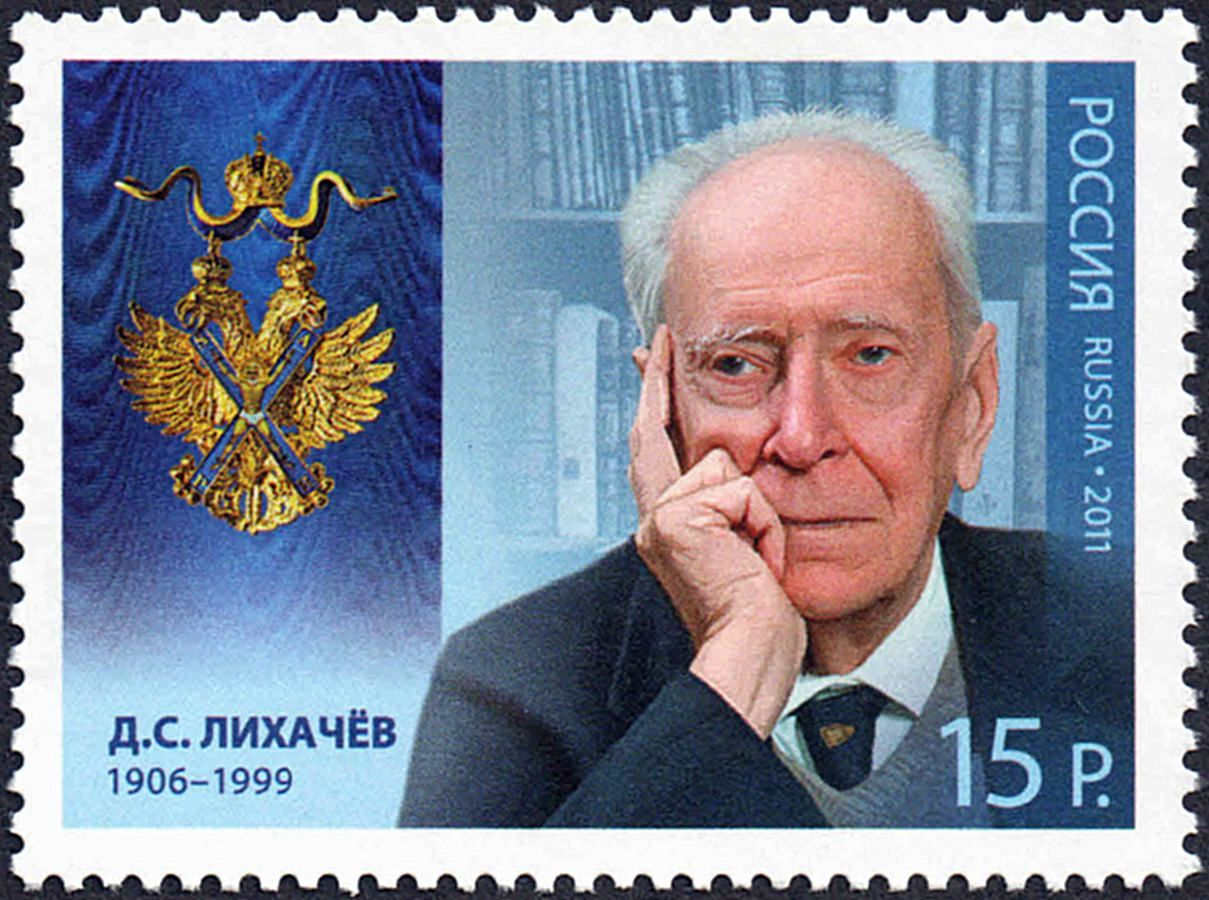
Dmitry Likhachov sur un timbre postal russe (2011).

Dmitri Sergueïevitch Likhatchov (en russe : Дми́трий Серге́евич Лихачёв, Dmitri Sergueïevitch Likhatchiov), né le 28 novembre 1906 à Saint-Pétersbourg, mort le 30 septembre 1999 à Saint-Pétersbourg) est un universitaire soviétique considéré comme l'un des meilleurs spécialistes du vieux russe et de sa littérature.

## Biographie
L'enfance de Dmitri Likhatchov se passe entre Saint-Pétersbourg et Kuokkala. Dans les années 1911-1912, son père travaille à Odessa et la famille s'installe à Mishor, une localité à 15 kilomètres au sud-ouest de Yalta.
En 1914-1915 il est scolarisé au gymnase de la Société philanthropique impériale, en 1916-1920, à l'école de Karl Johann May de Pétrograd, puis à partir de 1923 à l'école du travail unifié.
Étudiant à la faculté linguistique de l'Université d'État de Léningrad, il est arrêté le 8 février 1928, pour avoir fait partie du cercle des étudiants appelé Académie cosmique des sciences. Condamné à cinq ans de travaux forcés, il est détenu jusqu'en novembre 1931 dans le camp de travail pénitentiaire SLON, puis transféré à Belbaltlag dont les prisonniers sont affectés à la construction du canal de la mer Blanche. 
Libéré en 1932, avant l'issue de sa peine, il retourne à Léningrad et devient rédacteur des éditions de littérature socio-économique appelés Socekgiz. Il publie à cette époque l'article Caractéristiques primitives du langage des voleurs dans le recueil édité par l'Institut de recherche linguistique de l'Académie des sciences d'URSS sous la direction du linguiste marxiste Nicolas Marr. Il est officiellement réhabilité à la demande d'Alexandre Karpinski en 1936.
Maître de conférences à l'Institut de littérature russe de l'Académie des sciences à partir de 1938, il y est nommé professeur associé en 1941 et soutient la même année une thèse de candidat ès sciences sur le thème des Chroniques de Novgorod du XIIe siècle. 
Lors de la Seconde Guerre mondiale, il se retrouve pris dans le siège de Léningrad et ne sera évacué par la route de la vie qu'en juin 1942 vers Kazan.
Depuis 1946, il est maître de conférences, puis, en 1951-1953, professeur à l'Université d'État de Léningrad. Entre-temps en 1947, on lui attribue le grade de doktor nauk pour ses Essais sur l'histoire des formes littéraires des chroniques russes des XIe – XVIe siècles. Sa contribution au second volume de l'ouvrage collectif Histoire de la culture de Rus' de Kiev est récompensée par un prix Staline en 1952.
En 1953, il est élu membre correspondant de l'Académie des sciences de l'URSS. En 1955, membre du Bureau du Département de Littérature et Langues de l'Académie des Sciences. En 1956, membre de la Commission archéographique de l'Académie des Sciences de l'URSS. En 1974, membre du Bureau de la Commission archéographique de l'Académie des Sciences.

## Citations
Likhatchov a soutenu avec beaucoup de conviction le patriotisme authentique : qui permet à une nation entière de dépasser et d'atteindre des objectifs qui ne soient pas purement égoïstes. Mais il traçait une frontière nette entre patriotisme et nationalisme : Le plus grand des malheurs humains. Le nationaliste vit dans l'ombre en prétendant se fonder sur l'amour du pays. En fait, les nationalistes sont mus par l'aigreur et la haine envers les autres nations et envers ceux qui dans leur propre pays, ne partagent pas leur idéologie.

## Philologie et stylistique
Likhatchov propose un schéma d’évolution de la littérature en vieux-russe, contre l’idée jusque-là ancrée d’une littérature reflétant l’âme éternelle de la Russie orthodoxe et demeurée inchangée jusqu'au bouleversement du règne de Pierre le Grand. Pour lui, cette évolution peut se décomposer comme suit :
- XIVe et XVe siècles : « prérenaissance » avec l’influence des Slaves du sud, mise en valeur de l’intériorité et de l’émotion
- XVIe siècle : « Deuxième monumentalisme », une culture officielle mettant en valeur l’idée de réalisation.
- XVIIe siècle : Style baroque et penchant au didactisme.

## Hommages
- L'astéroïde (2877) Likhachev de la ceinture principale d'astéroïdes découvert le 8 octobre 1969 à Nauchnyj par Lioudmila Tchernykh est nommé en son honneur[3].

## Œuvres principales

### Œuvres en russe
- 1942 - Défense des villes vieilles-russes
- 1945 - Conscience nationale de l’Ancienne Rus
- 1947 - Les Chroniques russes et leur signification culturelle
- 1950 - Le conte des années écoulées (2 volumes)
- 1952 - Genèse du Dit de la Campagne d'Igor
- 1955 - Le dit de la Campagne d'Igor
- 1958 - L'homme dans la littérature de la Russie ancienne: ouvrage à dimension plus anthropologique.
- 1962 - La culture russe à l'époque d'Andreï Roublev et Epiphanius le Sage
- 1968 - Poétique de la littérature russe ancienne, Léningrad, 1962, 1971
- 1971 - L'héritage artistique de l'ancienne Rus à notre époque
- 1973 - Évolution de la littérature russe: du XIe au XVIIe siècle
- 1975 - Le grand héritage: les œuvres classiques de la littérature vieille-russe
- 1976 - Le monde moqueur de l'ancienne Rus
- 1978 - Le Dit de la Campagne d'Igor et la culture de son époque
- 1981 - Notes russes
- 1981 - Littérature - Réalité - Littérature
- 1982 - La poésie des jardins
- 1983 - Textologie, Léningrad
- 1985 - Lettres sur le Bon et le Beau
- 1987 - Œuvres choisies, en trois volumes
- 1989 - Des carnets des années passées
- 1992 - L'art russe de l'antiquité à l'avant-garde
- 1995 - Réminiscences
- 1996 - Essais sur la Philosophie de la Créativité artistique
- 1997 - Articles sur l'Intelligentsia
- 1999 - Méditations sur la Russie
- 2000 - Essais sur la culture russe

### Traductions françaises
- 1988 - Poétique historique de la littérature russe du Xe au XXe siècle, trad Françoise Lesourd, L'Âge d'homme, 1988. Cette œuvre reprend des chapitres extraits de:
  - Poétique de la littérature russe ancienne, Léningrad, 1962, 1971
  - Évolution de la littérature russe: du XIe au XVIIe siècle, 1973